# Nora (danse)
En Thaïlande, la danse Nora(ou Manora ; thaï : มโนราห์ (รำ)) est un art traditionnel. Il s'accompagne de percussions et de hautbois. En 2021, cette danse est inscrite par l'UNESCO sur la liste représentative du patrimoine culturel immatériel de l'humanité. 

## Histoire
Cette danse est originaire d'Inde. Depuis plusieurs siècles (cinq siècles, d'après la description de l'UNESCO), elle est pratiquée. La pandémie de COVID-19 marque une interruption des spectacles, qui reprennent à la fin de l'année 2021.

## Pratique
Ce spectacle, narratif, raconte le plus souvent l'épopée d'un prince sauvant une princesse nommée Manora, mi-humaine mi-oiseau. Il peut durer trois jours. Sa pratique a lieu dans le Sud de la Thaïlande, près de la Malaisie, dans des villages. Les costumes comptent des perles et des queues d'oiseau, ainsi que de faux ongles longs en argent. Un petit orchestre joue des percussions et du pi nai, hautbois. Un directeur de la danse déclare que celle-ci, en plus de constituer un divertissement bénéfique pour le karma, permet d'exprimer sa reconnaissance envers les parents et enseignants, et s'inscrit dans un système de croyance. Les membres des groupes de danse appartiennent à toutes les confessions, islam, bouddhisme, et christianisme, et à ce titre, cette danse est considérée comme culture commune par un danseur. La danse s'accompagne de chants improvisés et commence par une invocation. Elle peut aussi raconter les vies antérieures de Bouddha ou des épopées. La musique jouée est rapide. Femmes comme hommes participent. Dialecte, musiques et littérature locaux sont des sources d'inspiration.

## Reconnaissance
Le 15 décembre 2021, sous l'intitulé « le nora, drame dansé dans le sud de la Thaïlande », cet art du spectacle est inscrit  sur la liste représentative du patrimoine culturel immatériel de l'humanité par l'UNESCO.